# Ruda Śląska
Ruda Śląska ['ruda 'ɕlɔ̃ska] (übersetzt Schlesisch Ruda, Stadtteil Ruda bis 1945 Ruda O.S.) ist eine kreisfreie Großstadt in der Woiwodschaft Schlesien in Polen, etwa 20 km nordwestlich von Katowice. In ihrer heutigen Form entstand die Stadt Ruda Śląska erst 1959 durch den Zusammenschluss der Orte Ruda und Nowy Bytom (Friedenshütte).

## Stadtgliederung
Die Stadt gliedert sich in die folgenden elf Stadtbezirke:
- Bielszowice (Bielschowitz)
- Bykowina (Friedrichsdorf)
- Chebzie (Morgenroth)
- Czarny Las (Schwarzwald); 2006 neu gebildet
- Godula (Godullahütte)
- Halemba
- Kochłowice (Kochlowitz)
- Nowy Bytom (1939–1945 Friedenshütte, bis 1922 Beuthener Schwarzwald)
- Orzegów (Orzegow)
- Ruda
- Wirek (Antonienhütte)

## Geschichte

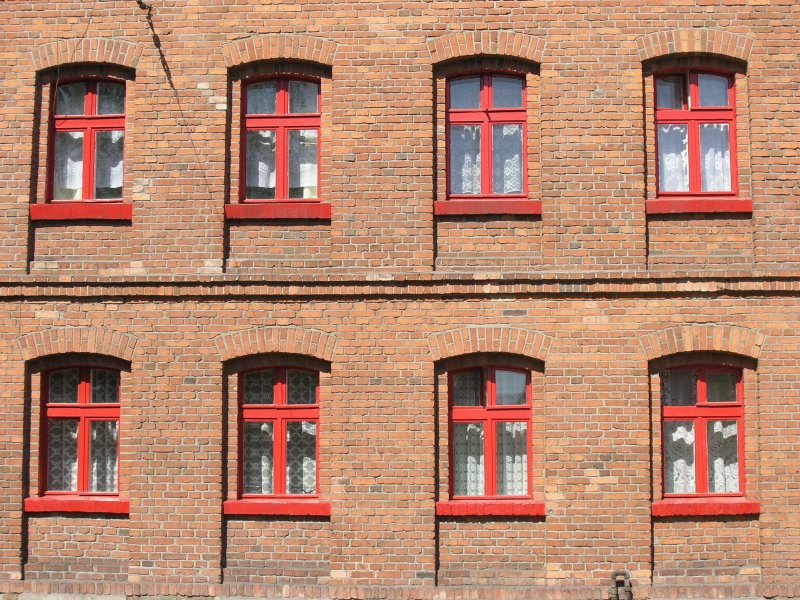
Detail eines 2004 restaurierten Bergarbeiterwohnhauses in der „Kaufhaus-Wohnsiedlung“ in Nowy Bytom

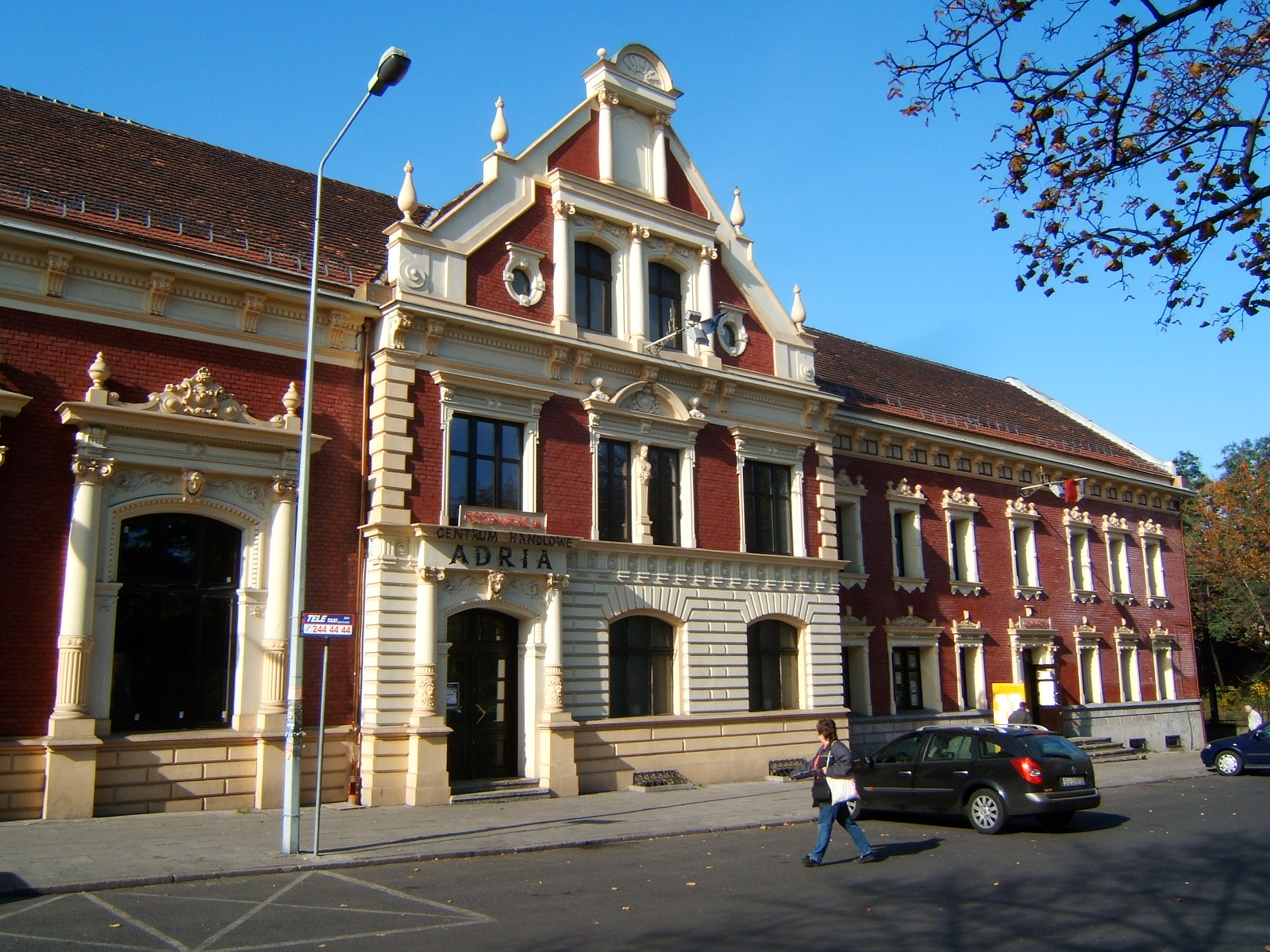
Das ehemalige Kulturhaus in Ruda

Der Name der Stadt stammt vom slawischen Wort für Erz ruda; der Zusatz Śląska (= schlesisch) wurde später hinzugefügt.
Im Jahr 1243 bestand an der Stelle des heutigen Ruda bereits eine Siedlung. Wann der Ort das Stadtrecht erhielt, ist nicht genau geklärt, es geschah zwischen 1295 und 1305. Die Fläche der Stadt betrug damals etwa 1220 ha. Im 14. bis ins 15. Jahrhundert entwickelte sich das Handwerk in der Stadt. 1526 kam die Stadt unter die Herrschaft der Habsburger.
Die erste Steinkohlemine entstand 1670. 1742 wurde Ruda Teil Preußens. 1816 errichtete hier Karl Godulla für Carl Franz von Ballestrem die größte Zinkhütte Oberschlesiens, die „Carlshütte“, die bis 1908 in Betrieb war. 1844 wurde in der Stadt die erste Schule eröffnet, 1845 erhielt der Ort Anschluss an das Schienennetz. 1889 wurden die ersten elektrischen Leitungen im Ort verlegt. 1893 öffnete die erste Apotheke und 1910 wurde das erste Krankenhaus eröffnet.
In der Zeit nach dem Ersten Weltkrieg, von 1919 bis 1921, war auch das Gebiet von Ruda in die Kämpfe um die staatliche Zugehörigkeit Oberschlesiens verwickelt. Bei der Volksabstimmung in Oberschlesien 1921 stimmten 6212 für den Anschluss an Polen und 4105 für den Verbleib bei Deutschland. Bei der Teilung Oberschlesiens 1922 kam die Stadt zu Polen.
Während des Zweiten Weltkrieges wurde in der Stadt ein Außenlager des KZ Auschwitz-Birkenau errichtet. Nach Ende des Zweiten Weltkrieges wurde die deutsche Bevölkerung weitgehend vertrieben.
1959 wurden die beiden Städte Nowy Bytom und Ruda als Ruda Śląska zusammengeschlossen.
Am 21. November 2006 ereignete sich in der Zeche Halemba ein schweres Grubenunglück. Durch eine Methangasexplosion kamen 23 Bergleute ums Leben.
Ein weiteres schweres Grubenunglück ereignete sich am 18. September 2009 in der Grube Śląsk. Erneut war eine Methangasexplosion die Ursache. Bei diesem Unglück kamen 18 Bergleute ums Leben.

## Politik

### Stadtpräsident
An der Spitze der Stadtverwaltung steht ein Stadtpräsident, der von der Bevölkerung direkt gewählt wird. Seit 2010 war dies Grażyna Dziedzic, die 2024 nicht mehr antrat. Ihr Nachfolger wurde Michał Pierończyk.
Bei der Wahl 2024 trat Dziedzic nicht mehr an. Die Abstimmung brachte folgendes Ergebnis:
- Michał Pierończyk (Wahlkomitee Michał Pierończyk) 46,9 % der Stimmen
- Marek Wesoły (Prawo i Sprawiedliwość) 26,9 % der Stimmen
- Arkadiusz Pilarz Skowronek (Koalicja Obywatelska) 19,0 % der Stimmen
- Arkadiusz Grzywaszewski (Schlesische Familie) 7,9 % der Stimmen

Im damit notwendig gewordenen zweiten Wahlgang wurde Pierończyk mit 70,5 % der Stimmen gegen Wesoły zum neuen Stadtpräsidenten gewählt.
Bei der Wahl 2018 trat Dziedzic erneut mit ihrem eigenen Wahlkomitee als Stadtpräsidentin an. Die Abstimmung brachte folgendes Ergebnis:
- Grażyna Dziedzic (Wahlkomitee Grażyna Dziedzic) 41,0 % der Stimmen
- Marek Wesoły (Prawo i Sprawiedliwość) 25,9 % der Stimmen
- Aleksandra Skowronek (Koalicja Obywatelska) 24,0 % der Stimmen
- Tomasz Piechniczek (Schlesische Regionalpartei) 9,1 % der Stimmen

Im damit notwendig gewordenen zweiten Wahlgang wurde Dziedzic mit 61,8 % der Stimmen gegen Wesoły als Stadtpräsidentin wiedergewählt.

### Stadtrat
Der Stadtrat besteht aus 25 Mitgliedern und wird direkt gewählt. Die Stadtratswahl 2024 führte zu folgendem Ergebnis:
- Prawo i Sprawiedliwość (PiS) 26,0 % der Stimmen, 9 Sitze
- Koalicja Obywatelska (KO) 24,3 % der Stimmen, 6 Sitze
- Wahlkomitee Michał Pierończyk 20,1 % der Stimmen, 6 Sitze
- Trzecia Droga (TD) 11,7 % der Stimmen, 1 Sitz
- Wahlkomitee „Zusammenarbeit und Entwicklung“ 9,1 % der Stimmen, 2 Sitze
- Schlesische Familie 7,5 % der Stimmen, 1 Sitz
- Konfederacja und unabhängige lokale Verwaltungen 1,5 % der Stimmen, kein Sitz

Die Stadtratswahl 2018 führte zu folgendem Ergebnis:
- Prawo i Sprawiedliwość (PiS) 30,1 % der Stimmen, 8 Sitze
- Koalicja Obywatelska (KO) 28,5 % der Stimmen, 8 Sitze
- Wahlkomitee Grażyna Dziedzic 25,7 % der Stimmen, 8 Sitze
- Schlesische Regionalpartei 9,0 % der Stimmen, 1 Sitz
- Sojusz Lewicy Demokratycznej (SLD) / Lewica Razem (Razem) 6,7 % der Stimmen, kein Sitz

### Städtepartnerschaften
- Levice, Slowakei
- Papenburg, Deutschland
- Vibo Valentia, Italien
- Leimen, Deutschland
- Mank, Österreich
- Giżycko, Polen

## Sehenswürdigkeiten
- Neoromanische St.-Paulus-Kirche in Nowy Bytom
- St.-Joseph-Kirche in Ruda[11]

## Sendeanlage
Von 1950 bis 1988 befand sich in Ruda Śląska eine Sendeanlage für Rundfunk im Mittelwellenbereich.

## Verkehr
An der Bahnstrecke Katowice–Legnica liegen die Personenhalte Ruda Śląska (Haltepunkt, ehemals Bahnhof) und Ruda Chebzie (Bahnhof). Weiterhin verlaufen einige Güterstrecken durch die Stadt, namentlich die Strecken Chorzów Batory–Ruda Kochłowice, Katowice Ligota–Gliwice, Ruda Kochłowice–Ruda Orzegów und Ruda Orzegów–Zabrze Biskupice.
Im ÖPNV besteht eine Anbindung an das Netz der Oberschlesischen Straßenbahn.

## Sport
In Ruda Śląska sind die Fußballvereine Slavia Ruda Śląska und Urania Ruda Śląska ansässig. Slavia spielte 1962 und 1963 zweitklassig, Urania zuletzt 1988. Beide Vereine spielen heute in regionalen Ligen.

## Persönlichkeiten

### Söhne und Töchter der Stadt
- Kurt Boeck (1855–1933), deutscher Theaterschauspieler, Bergsteiger und Reiseschriftsteller
- Alois Kowol (1891–1975), deutscher Maler
- Gottlieb Rösner (1894–1970), politischer Funktionär (NSDAP) und Aktivist
- Walter Sawall (1899–1953), deutscher Radrennfahrer
- Erich Kleineidam (1905–2005), deutscher Priester und Hochschullehrer
- Günter Bialas (1907–1995), deutscher Komponist und Hochschullehrer
- Gertruda Kilosówna (1913–1938), Mittelstreckenläuferin
- Vincent Burek (1920–1975), Maler und Grafiker
- Ernst Pohl (1932–1995), Fußballspieler
- Klaus Elsner (1928–2012), Diplom-Pädagoge und Abgeordneter der DDR-Volkskammer
- Erwin Wilczek (1940–2021), Fußballspieler
- Danuta Pietraszewska (* 1947), Politikerin
- Wiktor Skworc (* 1948), römisch-katholischer Erzbischof von Kattowitz
- Eugeniusz Knapik (* 1951), Komponist, Pianist und Musikpädagoge
- Marian Skubacz (1958–2023), Ringer
- Wenanty Fuhl (* 1960), Fußballspieler
- Dariusz Gnatowski (1961–2020), Schauspieler
- Władysław Adamski (* 1963), Politiker
- Adam Fiedler (* 1965), polnisch-deutscher Basketballspieler
- Sebastian Szymanski (* 1975), deutscher Basketballspieler
- Michael Bemben (* 1976), Fußballspieler
- Thomas Cichon (* 1976), deutsch-polnischer Fußballspieler
- Marcin Baszczyński (* 1977), Fußballspieler
- Johanna Skalski (* 1977), polnisch-deutsche Politikerin (SPD), Landtagsabgeordnete von Schleswig-Holstein
- Wojciech Czaja (* 1978), polnisch-österreichischer Architekturkritiker und Fotograf
- Damian Gorawski (* 1979), Fußballspieler
- Marek Plawgo (* 1981), Leichtathlet
- Otylia Jędrzejczak (* 1983), Schwimmerin
- Orestes Fiedler (* 1986), deutsch-polnischer Schauspieler
- Adam Danch (* 1987), Fußballspieler
- Artur Sobiech (* 1990), Fußballspieler
- Kamil Grabara (* 1999), Fußballspieler
- Jakub Kamiński (* 2002), Fußballspieler

### Weitere Persönlichkeiten, die mit der Stadt in Verbindung stehen
- Karl Godulla (1781–1848), preußischer „Zinkkönig“, begründete hier sein Industrieimperium
- Franz Pieler (1835–1910), deutscher Bergbaufachmann und langjähriger Generaldirektor der Besitzungen und Industriewerke von Franz von Ballestrem
- Johannes Chrząszcz (1857–1928), Priester

## Partnergemeinde
Partnergemeinde ist die Gmina Giżycko.